# جوهران
جوهران هي قرية في مقاطعة أصفهان، إيران. عدد سكان هذه القرية هو 253 في سنة 2006.